# ロームシアター京都
ロームシアター京都（ロームシアターきょうと、英語: ROHM Theatre Kyoto）は、京都府京都市左京区岡崎最勝寺町にあるコンサートホールである。正式名称は京都会館（きょうとかいかん）。
京都市の所有で、開館時の設計は前川國男。1960年（昭和35年）に開館。2012年より一部の改築および改修が行われた。それに伴いネーミングライツ（命名権）による現名称に改称し、2016年1月10日にリニューアルオープンした。
敷地は岡崎公会堂（京都市公会堂）本館が建てられていた場所である。

## 沿革
京都府内で唯一、座席数が2,000席を越えるホールである。1960年から1995年まで、京都市交響楽団定期演奏会が行われていた。
2010年に開館50周年を迎え、ロゴマークを決定した。また、50年前に開館式が行われた2010年4月29日に、開館記念コンサートと同じ曲目であるルートヴィヒ・ヴァン・ベートーヴェンの交響曲第9番を井上道義が指揮する京都市交響楽団が演奏した。
2003年には、DOCOMOMO JAPAN選定 日本におけるモダン・ムーブメントの建築に選定。
施設の老朽化による耐震性の不足や舞台機能の不足といった課題を解決するため、2012年3月限りで閉鎖し、約110億円を投じて改修（一部は改築）工事に入り、2016年1月10日に新装開場した。この工事費用の捻出のため、地元の電子部品メーカーであるロームに命名権を売却した。契約期間は50年で、総額52億5,000万円という契約である。なお、命名権が適用されるのは改修工事による施設の新装開場からであるが、名称は開場に先んじて発表され、隣接する京都市営バスの停留所名も2014年3月22日から「岡崎公園ロームシアター京都・みやこめっせ前」と一足早く変更された。
この再整備計画に対し、国際記念物遺跡会議の国際学術委員会は、前川國男の代表作の一つである京都会館は文化財として重要であり、再整備計画は文化財としての価値に対して取り返しのつかない害を及ぼし、美と調和を破壊するとして、危機遺産警告を発令する可能性を意見書の中で示唆した（ただし、京都会館が世界遺産に認定されているわけではない）。これに対し、京都市は「建物の形状自体がホールとしての機能を低下させており、改修ではデザイン性・機能性とも要求を満たせないため、委員会の意見を取り入れた上で改築を行う」と回答した。
改修工事では、北側部分にあった第1ホールは解体されて、新たにメインホールおよびノースホールが作られた。旧第1ホールは舞台奥に行くほど高さや幅が低くなる構造で、演出上の制約が生じると指摘されていた。そのため、新しいメインホールは舞台が拡張され、プロセニアム・アーチの高さは6～9.5 mから12 mに、舞台奥行きは12 mから18.2 mに、舞台内高さは12～14.5 mから27 mに広げられた。客席は座席数確保のため、それまで2層だったのを4層に拡張した。第2ホールと会議場などがあった南側部分についても耐震改修等が行われた。サウスホール（旧第2ホール）は座席数を939席から715席に減らし、ゆったりとした空間に再整備された。
京都市は2019年10月ロームシアター京都の館長に、演出家で劇団『地点』代表の三浦基へ就任を打診。その際、元劇団員から労働組合を通して「退職強要などのパワハラを受けた」との訴えがあり団体交渉が続いていた。三浦基、本人が「パワハラの事実はない」と否定したため、京都市は2020年1月に三浦基が就任することを発表した。しかし、2020年2月14日この発表に対し、土田英生、蔭山陽太、水沼健、吉本有輝子、あごうさとし、田中遊、葛西健一、筒井加寿子、倉田翠、浜村修司、池辺茜、北方こだち、松田正隆、鈴江俊郎、平田オリザ、マキノノゾミの演劇関係者や、京都舞台芸術協会が、この選出経緯に対し説明するよう、京都市に対し公開質問状を送った。その後、2020年3月19日京都市は新館長人事について、同年4月に予定していた三浦基の就任を1年延期して2021年4月1日にすると発表した。だが、最終的には三浦基の就任を断念することとなり、2021年4月1日付で山中博昭が館長に就任した。

## 施設・座席数
- メインホール - 2,005席[1]（オペラ・バレエほか総合舞台芸術・コンサート用）。
- サウスホール - 716席[1]（演劇・コンサート・各種式典用）。
- ノースホール - 200席（小規模公演およびリハーサル用）。
- パークプラザ - 飲食店などの施設。2016年現在の中核店舗は蔦屋書店とスターバックスコーヒー。
- プロムナード - チケットセンターなどが設置されるパブリック通路。冷泉通から二条通への通り抜けが可能。
- ロームスクエア - 岡崎公園に隣接する中庭の野外イベント会場。

## 建築概要
- 竣工 - 2015年9月13日
- 開館 - 2016年1月10日
- 設計 - 香山壽夫建築研究所
- 構造 - 鉄筋コンクリート造、一部鉄骨造り
- 規模 - 地下2階、地上6階建
- 建築面積 - 8,174.82m²
- 延床面積 - 21,041.85m²
- 高さ - 30.785m

## 旧京都会館

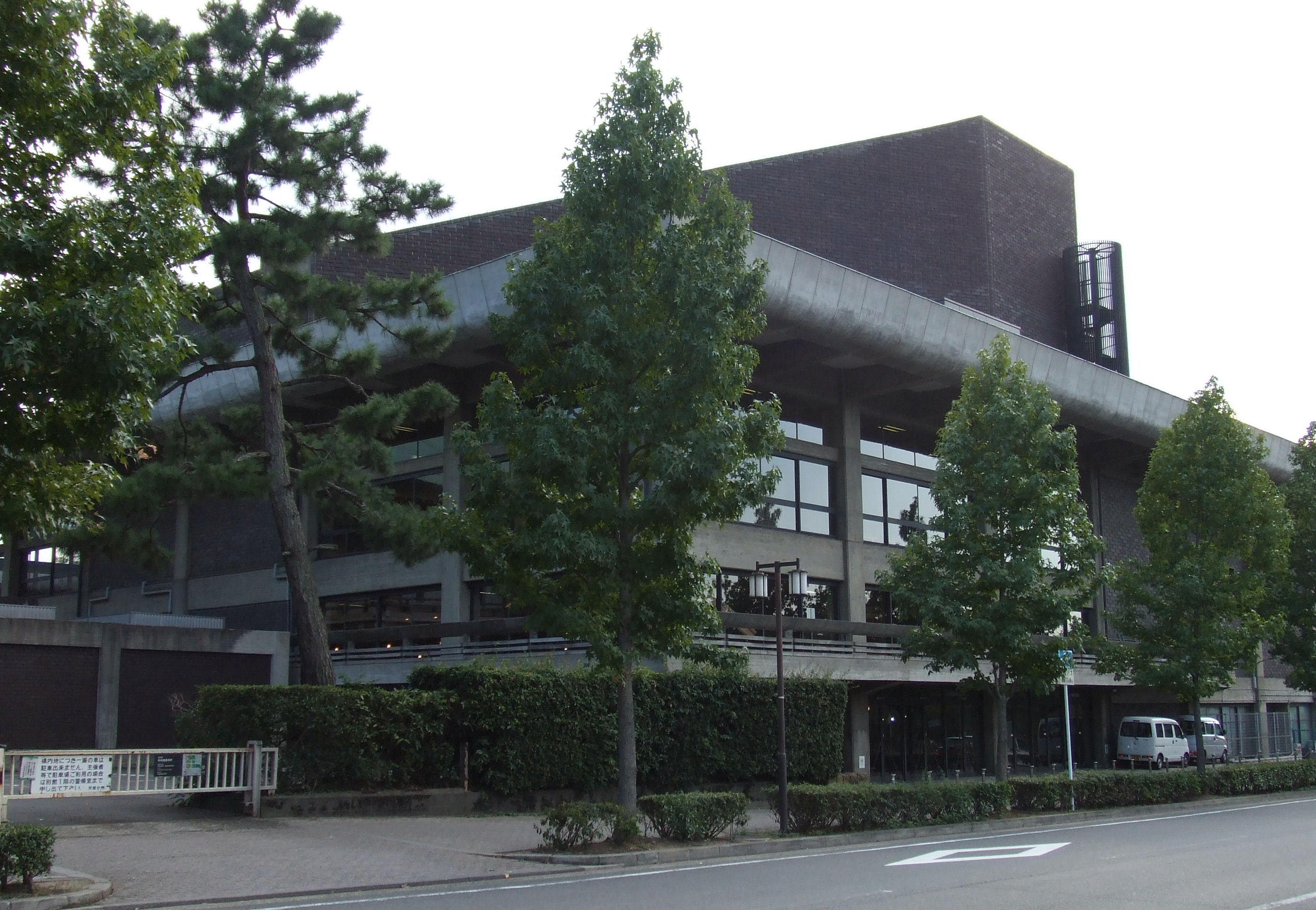
旧京都会館

### 施設・座席数（旧）
- 第一ホール：2,005席（2階層）
- 第二ホール：946席（2階層）
- 会議場・会議室：390名（最大収容人数）

### 建築概要（旧）
- 竣工 - 1960年3月31日
- 開館 - 1960年4月29日
- 設計 - 前川國男[1] ／ 前川國男建築設計事務所
- 構造 - 鉄筋コンクリート造、一部鉄骨造り
- 規模 - 地下1階、地上4階建
- 敷地面積 - 15,579m2 （4,790坪）
- 建築面積 - 7,779.1m2
- 延床面積 - 16,852.5m2 （第一ホール9,393.1m2<舞台奥行き約12メートル、高さ約6メートル＞第二ホール4,117.8m2、会議場3,341.6m2）
- 備考 - 日本建築学会賞、日本建築年鑑賞、照明普及賞、BCS賞受賞

## 交通アクセス
- 京都市営地下鉄東西線 東山駅（2番出口） 徒歩8分
- 京都市営バス32号系統・46号系統・「京都岡崎ループ［休止中］」で「岡崎公園 ロームシアター京都・みやこめっせ前」バス停下車すぐ。5号系統・46号系統・86号系統・EX100号系統・105号系統で「岡崎公園 美術館・平安神宮前」バス停下車、徒歩2分。
- 京阪鴨東線 神宮丸太町駅（2番出口） 徒歩14分

## 周辺
- 岡崎公園
  - 平安神宮
  - 京都市勧業館（みやこめっせ）
  - 京都府立図書館
  - 京都国立近代美術館
  - 京都市美術館
  - 京都市動物園